# Picamoixons
Picamoixons, antigament anomenat Rocabruna, és una entitat municipal descentralitzada situada al terme de Valls, a la comarca de l'Alt Camp. El 2019 tenia 435 habitants.
Té una estació de ferrocarril d'Adif on opera Renfe Operadora i s'hi creuen les línies de Lleida a Tarragona (antigament de la Companyia del Ferrocarril de Lleida a Reus i Tarragona) i la de Barcelona a Lleida per Vilanova i la Geltrú (antigament de la Companyia del Ferrocarril de Valls a Vilanova i Barcelona).
Històricament ha estat un lloc de pas a causa del seu enclavament estratègic, ja que el riu Francolí s'hi obre pas entre la Conca de Barberà i el Camp de Tarragona.
El nom de Picamoixons vé de picar els moixons, on els moixons són una pedra marró que s'extreu de les muntanyes del nostre poble i s'utilitzaven per a marcar els quilòmetes a la vorera de les carreteres, entre altres utilitats). D'aquí també Rocabruna (roca marró) que en vol dir el mateix.

## Política
Resultats electorals - Eleccions municipals 2007
| Candidatura   | Cap de llista       | Vots | Regidors | % Vots |
| CiU           | Joan Miquel Sancho  | 92   | 2        | 30,46  |
| ERC-AM        | Jordi Gaya Benet    | 68   | 2        | 22,52  |
| CUP-PA        |                     | 6    | 0        | 1,99   |
| PSC           | Joan Magrané        | 128  | 4        | 42,38  |
| PP            | José Mercader Saura | 4    | 0        | 1,32   |
| ICV           |                     | 0    | 0        | 0,00   |
| Vots en blanc |                     | 1    |          | 0,33   |
| Nuls          |                     | 3    |          | 0,99   |
| Total         |                     | 302  | 8        | 100    |

Per primer cop el PSC guanya les eleccions i amb majoria absoluta. Amb 4 dels 8 vocals i la presidència (amb 170 vots), amb la candidatura de Joan Magrané. Conformen govern en solitari.
Resultats electorals - Eleccions municipals 2011
| Candidatura   | Cap de llista | Vots | Regidors | % Vots |
| CiU           | Francesc Rull | 131  | 6        | 49,43  |
| ERC-AM        |               | 14   | 0        | 5,28   |
| CUP-PA        |               | 17   | 0        | 6,42   |
| PSC           | Jacinto Gasco | 64   | 2        | 24,15  |
| PP            |               | 13   | 0        | 4,91   |
| ICV           |               | 3    | 0        | 1,13   |
| Vots en blanc |               | 18   |          | 6,79   |
| Nuls          |               | 5    |          | 1,89   |
| Total         |               | 265  | 8        | 100    |

Govern en solitari de CiU amb la presidència de Francesc Rull.
Resultats electorals - Eleccions municipals 2015
| Candidatura   | Cap de llista  | Vots | Regidors | % Vots |
| CiU           | Francesc Rull  | 100  | 4        | 40,98  |
| ERC-AM        | Adrià Martinet | 83   | 3        | 34,02  |
| CUP-PA        |                | 28   | 1        | 11,48  |
| PSC           |                | 9    | 0        | 3,69   |
| PP            |                | 10   | 0        | 4,10   |
| ICV           |                | 6    | 0        | 2,46   |
| Vots en blanc |                | 6    |          | 2,46   |
| Nuls          |                | 2    |          | 0,82   |
| Total         |                | 244  | 8        | 100    |

CiU és l'única candidatura formalment presentada, la que es presenta a la presidència. Obté la majoria absoluta amb 4 vocals i la presidència (qui ostenta vot de qualitat).
Govern de coalició de CiU i ERC, amb la presidència de Francesc Rull.

## Llocs d'interès
- Torre del Petrol: hi ha una torre medieval de vigilància, l'anomenada Torre del Petrol.
- L'església parroquial, neoromànica (1904), està dedicada a Sant Salvador, i és obra de l'arquitecte Ramon Salas i Ricomà.
- Ca l'Orga: casa pairal situada al carrer de Sant Isidre de Picamoixons. La casa pairal està formada per quatre edificis: l'habitatge que havia estat la casa senyorial del diputat Orga i tres construccions annexes de caràcter industrial. La rehabilitació s'haurà de realitzar en diverses fases i s'utilitzarà com a dependències municipals. En aquesta primera fase s'actuarà sobre la part estructural i la coberta.[Cal actualitzar] Donat el mal estat dels forjats actuals, es farà un buidat de l'edifici i es crearà una nova estructura tant vertical com horitzontal. Així mateix, es mantindran les mateixes obertures a la façana principal però a les laterals est i oest se'n crearan de noves per donar més llum als espais interiors. Ca l'Orgà havia estat sempre d'ús privat. Des de la construcció fins a l'any 2011 l'edifici va pertànyer al diputat Orgà i els seus descendents. D'aleshores ençà ha tingut diferents propietaris fins a l'any 2003 quan l'Entitat Municipal Descentralitzada de Picamoixons va iniciar les gestions per a la compra del conjunt arran de l'estat de deteriorament i abandonament en què es trobava l'edifici. Des del 4 de juliol de 2008 l'edifici té la categoria de Bé Cultural d'Interès Local.[4]